# Quartische Primzahl
In der Zahlentheorie ist eine quartische Primzahl (vom englischen quartan prime) eine Primzahl der Form {\displaystyle p=x^{4}+y^{4}} mit ganzzahligen {\displaystyle x>0} und {\displaystyle y>0}.

## Beispiele
- Die Zahl {\displaystyle 2=1+1=1^{4}+1^{4}} ist eine quartische Primzahl.
- Die Zahl {\displaystyle 97=16+81=2^{4}+3^{4}} ist eine quartische Primzahl.
- Die kleinsten quartischen Primzahlen lauten:

2, 17, 97, 257, 337, 641, 881, 1297, 2417, 2657, 3697, 4177, 4721, 6577, 10657, 12401, 14657, 14897, 15937, 16561, 28817, 38561, 39041, 49297, 54721, 65537, 65617, 66161, 66977, 80177, 83537, 83777, 89041, 105601, 107377, 119617, 121937, … (Folge A002645 in OEIS)
- Die momentan größte bekannte quartische Primzahl (Stand: 17. Juni 2018) ist gleichzeitig die größte bekannte verallgemeinerte Fermatsche Primzahl, nämlich

{\displaystyle p=919444^{1048576}+1=(919444^{262144})^{4}+1^{4}}
Sie hat {\displaystyle 6.253.210} Stellen und wurde am 29. August 2017 von Sylvanus A. Zimmerman (USA) entdeckt.

## Eigenschaften
- Sei {\displaystyle p\in \mathbb {P} } mit {\displaystyle p>2} eine (ungerade) quartische Primzahl. Dann gilt:[3]

{\displaystyle p=16n+1} mit {\displaystyle n\in \mathbb {N} }
Mit anderen Worten:
{\displaystyle p\equiv 1{\pmod {16}}}
- Sei {\displaystyle p=x^{4}+y^{4}\in \mathbb {P} } mit {\displaystyle p>2} eine (ungerade) quartische Primzahl. Dann gilt:

Wenn {\displaystyle x} ungerade ist, muss {\displaystyle y} gerade sein oder umgekehrt.
Beweis:
Angenommen, sowohl {\displaystyle x} als auch {\displaystyle y} sind gerade. Dann wäre auch {\displaystyle x^{4}} und {\displaystyle y^{4}} gerade und somit wäre auch {\displaystyle p=x^{4}+y^{4}} als Summe von zwei geraden Zahlen eine gerade Primzahl. Wegen {\displaystyle p>2} kann dies aber nicht sein.
Angenommen, sowohl {\displaystyle x} als auch {\displaystyle y} sind ungerade. Dann wäre auch {\displaystyle x^{4}} und {\displaystyle y^{4}} ungerade und somit wäre {\displaystyle p=x^{4}+y^{4}} als Summe von zwei ungeraden Zahlen eine gerade Primzahl. Wegen {\displaystyle p>2} kann dies aber nicht sein.
Somit bleibt nur übrig, dass entweder {\displaystyle x} oder {\displaystyle y} ungerade und die jeweils andere gerade ist. {\displaystyle \Box }
Weil jede gerade Zahl hoch 4 durch 16 teilbar ist und jede ungerade Zahl hoch 4 bei der Division durch 16 den Rest 1 hat, gilt: {\displaystyle p=g^{4}+u^{4}\equiv 0+1=1{\pmod {16}}}
- Außer der 2 enden alle quartischen Primzahlen im Dezimalsystem mit der Endziffer 1 oder 7.

Alle Biquadrate von geraden Zahlen endet mit der Ziffer 0, falls diese durch 10 teilbar sind {\displaystyle (z)}, andernfalls mit der Endziffer 6 {\displaystyle (g)}.
Alle Biquadrate von ungeraden Zahlen endet mit der Ziffer 5, falls diese durch 5 teilbar sind {\displaystyle (f)}, andernfalls mit der Endziffer 1 {\displaystyle (u)}.
{\displaystyle z^{4}+u^{4}\equiv 0+1\equiv 1{\pmod {10}}}
{\displaystyle z^{4}+f^{4}\equiv 0+5\equiv 5{\pmod {10}}} : keine Primzahlen, weil durch 5 teilbar.
{\displaystyle g^{4}+u^{4}\equiv 6+1\equiv 7{\pmod {10}}}
{\displaystyle g^{4}+f^{4}\equiv 6+5\equiv 1{\pmod {10}}}